# برانتخم
برانتخم (به هلندی: Brantgum) یک منطقهٔ مسکونی در هلند است که در دونگرادیل واقع شده‌است. برانتخم ۲۳۶ نفر جمعیت دارد.